# たまきゅう
『たまきゅう』は2003年にフェアリーテール(月星組)が発売した18禁恋愛アドベンチャーゲームである。NECインターチャネルよりCEROレーティング15歳以上対象のドリームキャスト版も2004年1月29日に発売されている。
プレイヤーの周りのキャラクターの恋愛を成就させることでエナジーを集めてメルの修行を助けるのが目的だが、それをせずに自分がヒロインと恋愛関係になることも可能なのが特徴。

## ストーリー
キューピッドであるメルの修行に巻き込まれ、大学生である主人公（プレイヤー）は体が小さくなる。メルがいうには、もとの体に戻るには誰かのことを恋愛で、幸せにしたときに得られるエナジーが必要だという。大学生であった主人公（プレイヤー）は、そのエナジーを集めるために妹の勧めで妹の通う学園に通学することになる。

## システム
主人公の体験した出来事は自動的に「たまご」の殻に記録される。この殻を正しく2つ組み合わせると、就寝時に夢を見ることになり、その内容をメルに相談することでイベントが進行する。殻によっては複数の組み合わせがあるものもある。なお、メルに相談せずに夢の内容を胸に秘めておくことも可能で、そちらを選択し続けるとヒロインと自ら恋仲になる展開となる。
有効期限の切れた殻にはひびが入る。不要と判断した殻は随時消去しないと、いずれ所持数の上限に達して新規取得ができなくなることもありえるので注意が必要。

## 登場キャラクター
高山忍（たかやま しのぶ）
本作の主人公。元の姿に戻るためにメルの修行を手伝うことになる。
メル
声 : 草柳順子
修行のために天界から下りてきたキューピッド。修行中ではあるが、多少はキューピッドとしての術が使える。
神楽弥衣（かぐら やよい）
声 : 鳩野比奈
隼人の幼馴染。料理クラブに所属。おっとりとして、少し周囲とずれた性格をしている。
滝沢双葉（たきざわ ふたば）
声 : 乃田あす実
一樹の妹。人と話すのが苦手で、特に男子と話すときには真っ赤になる。料理クラブの先輩の弥衣を尊敬している。
榑林凛（くればやし りん）
声 : 金田まひる
主人公、弥衣、隼人、一樹、幸太の所属するクラスのクラス委員。面倒見がいい性格で信頼されている。一樹とは頻繁に喧嘩している。
遊佐みずき（ゆさ みずき）
声 : 大野まりな
DC版より登場。病気療養のため転居してきた、みことの同級生。現在の健康状態でも可能な水泳を始めてからは、少しずつ明るくなり始めている。
高山みこと（たかやま みこと）
声 : 夏木琵琶
主人公の妹であるが、主人公が小さくなってしまったので友人たちには姉であるということにしている。年下好きで、小さくなった主人公に向ける視線も少々危ない。また、強いカリスマ性を持つ。
辻隼人（つじ はやと）
声 : 児玉さとみ
弥衣の幼馴染。幼いときに母を亡くした影響か、非常に女性好きな性格をしている。
滝沢一樹（たきざわ かずき）
声 : 深井晴花
ガキ大将的存在で凛とは喧嘩友達。双葉の兄でもある。
河合幸太（かわい こうた）
声 : 岩城由奈
おっとりとしたやさしい性格をしているが、周囲に一樹や隼人がいるため、いじめられたりはしない。
今市伸行（いまいち のぶゆき）
声 : 後藤邑子
DC版より登場。みずきのかかりつけの病院のひとり息子で、彼女の気になる存在。
ピロウ
声 : 金田まひる
「ぱこ」と呼ばれる天界の生き物。本来、メルのパートナーとして修行をサポートするはずだったが、主人公のエナジーを吸収して孵化したため、主人公に懐くことになる。主人公が小さくなったのはピロウにエナジーを吸われてしまったため。
メルママ
声 : 飯田空

## アペンドディスク
コミックマーケット64では、攻略対象キャラとしてプレイヤーの妹である"高山みこと"を追加するアペンドディスクが発売された。
当初フェアリーテール月星組はこのアペンドディスクを製作する予定はなかった。しかし、たまきゅう発売後に行われたイベントにて「高山みこと」を攻略対象にして欲しいという声が多くあげられた。しかし既にゲームが発売されていたことと、その中で「高山みこと」と主人公が血の繋がった兄妹であると明示する表現があったため不可能だとメーカー側は返答。しかしその中のとある参加者の「修正パッチ…」という一言からイベント会場が盛り上がり、その声に押され修正ファイルではなく、修正ファイルを当てる要領で使用するアペンドディスクが製作された。アペンドディスクを適用すると「高山みこと」と主人公は明示的に血の繋がらない兄妹という設定となる。
DC版では、条件を充たすことでみことシナリオに入れる選択肢が出現する。

## スタッフ
- 企画 : 剛田武夫、ひろひろ
- キャラクターデザイン : おおたたけし、南野彼方、nini、森永ちよこ、水瀬凛（DC版）
- シナリオ : ひろひろ、Chinaski
- 音楽 :
  - OPテーマ「セピアカラーの迷路を抜けて♪」
作詞：HAJIME KANASUGI
作曲：YURIA
唄 ：Honey Bee
  - EDテーマ「BANG-SO-CO」
作詞：KANASUGI & REICO
作曲：REICO & YOSHITO HATA
唄：Honey Bee